# Bertil Jansson

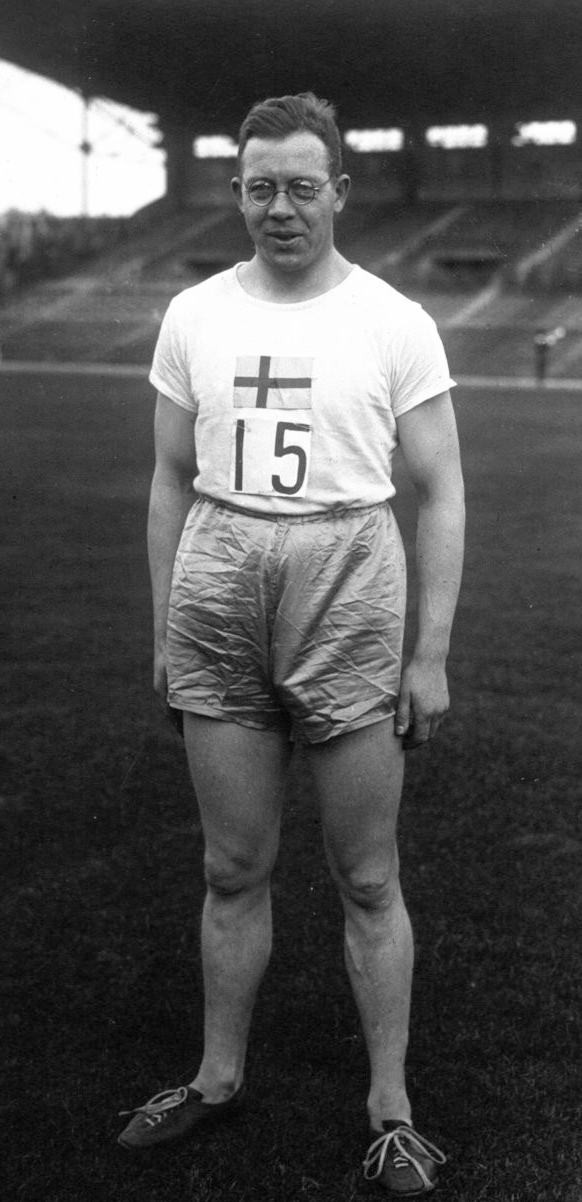
Bertil Jansson, 1926

Bertil Jansson (Oskar Bertil Petrus Jansson; * 29. Juni 1898 in Jönköping; † 25. September 1981 in Norrköping) war ein schwedischer Kugelstoßer.
Bei den Olympischen Spielen wurde er 1920 in Antwerpen Neunter und 1924 in Paris Achter.
Von 1924 bis 1929 wurde er sechsmal in Folge Schwedischer Meister. 1919 und 1921 wurde er Englischer Meister. Seine persönliche Bestleistung von 15,08 m stellte er am 10. September 1927 in Stockholm auf.